# Microlinyphia dana
Microlinyphia dana là một loài nhện trong họ Linyphiidae.
Loài này thuộc chi Microlinyphia. Microlinyphia dana được Ralph Vary Chamberlin & Wilton Ivie miêu tả năm 1943.